# Меир, Мира
Мира Меир (ивр. מירה מאיר‎; род. 21 мая 1932 — 7 января 2016, Израиль) — израильская поэтесса и писательница. Особую популярность ей принесли книги для детей.

## Биография
Мира Меир родилась в Польше в 1932 году, а в конце 30-х годов иммигрировала в Эрец-Исраэль. Она поселилась в кибуце Нахшон. Мира Меир пишет книги и рассказы как для детей, так и для взрослых.
Мира Меир является редактором отдела детской и юношеской литературы в издательстве «Сифрият ха-Поалим». В 1974 году стала лауреатом премии Аарона Зеева за свою книгу «Я люблю рисовать». Мира Меир проводит беседы с молодёжью на различные темы, например, абсорбция новых репатриантов и алия.